# Kathrin Giese
Kathrin Giese es una deportista de la RDA que compitió en piragüismo en la modalidad de aguas tranquilas. Ganó cuatro medallas en el Campeonato Mundial de Piragüismo entre los años 1982 y 1986.

## Palmarés internacional
| Campeonato Mundial | Campeonato Mundial    | Campeonato Mundial | Campeonato Mundial |
| Año                | Lugar                 | Medalla            | Evento             |
| ------------------ | --------------------- | ------------------ | ------------------ |
| 1982               | Belgrado (Yugoslavia) | Medalla de oro     | K4 500 m           |
| 1983               | Tampere (Finlandia)   | Medalla de oro     | K4 500 m           |
| 1985               | Malinas (Bélgica)     | Medalla de oro     | K4 500 m           |
| 1986               | Montreal (Canadá)     | Medalla de plata   | K1 500 m           |